# Madame du Barry (film 1917)
Madame du Barry è un film muto del 1917 diretto da J. Gordon Edwards. Interpretato da Theda Bara, è una delle numerose versioni cinematografiche sul personaggio di Madame du Barry, famosa amante del re di Francia Luigi XV.
La storia si ispira al primo dei romanzi del quartetto che formano le Mémoires d' un médecin, scritti da Alexandre Dumas padre e ambientati negli ultimi anni della monarchia francese, durante e dopo la rivoluzione.
Il film è attualmente da considerarsi perduto.

## Trama
La bellissima Jeanette Du Barry attira su di sé l'attenzione di Luigi XV, re di Francia. Sposata al goffo conte Du Barry per volere di suo cugino, Jean, Jeannette diventa la favorita del re. Frivola e scintillante, la sua brillante vita viene sconvolta quando Jeanette conosce Cossé-Brissac, un soldato, di cui lei si innamora. Jean, che porta rancore verso la cugina, tenta di metterla in cattiva luce presso il re raccontandogli di quella relazione, ma Luigi non gli crede e lo bandisce dalla corte.
Dopo la morte di Luigi, scoppierà la rivoluzione. Jean, diventato un rivoluzionario, sobillerà la folla contro Madame du Barry che verrà arrestata e, dopo la condanna a morte, ghigliottinata.

## Produzione
Il film fu prodotto dalla Fox Film Corporation. Dopo il grande successo che William Fox aveva riscontrato nel pubblico davanti alla conturbante presenza di Theda Bara ne La vampira, fece confezionare per lei, uno dopo l'altro, tutta una serie di film incentrati su personaggi femminili dal grande fascino, storici o letterari, come Carmen, Cleopatra, Saffo, Camille e, appunto, la Du Barry.

## Distribuzione
Il film uscì nelle sale il 30 dicembre 1917 distribuito dalla Fox Film Corporation [Fox Standard Picture]. Negli Stati Uniti venne usato anche il titolo alternativo di Du Barry.